# قائمة الإنزيمات

أنزيمات

| المادة المفككة         | نوع الأنزيم      | العصارة المفرزة             | الوحدة الناتجة        |
| ---------------------- | ---------------- | --------------------------- | --------------------- |
| النشاء                 | أميلاز           | لعابية / بنكرياسية + مالتوز |                       |
| المالتوز               | المالتاز         | معوية / بنكرياسية           | الغلوكوز (سكر عنب)    |
| البروتين               | البروتياز المعدي | معدية                       | ببتيدات أو ببتونات    |
| الببتيدات أو الببتونات | البروتياز المعوي | معوية / بنكرياسية           | أحماض أمينية          |
| الدسم أو اليبيدات      | الليباز          | معوية / بنكرياسية           | أحماض دسمة + جليسيلول |

-
نكلياز /
DNA-RNA